# Lamayn Wilson
Pour les articles homonymes, voir Wilson.
Lamayn Wilson est un joueur américain de basket-ball, né le 11 juin 1980 à Highland Home, dans le Comté de Crenshaw, en Alabama.
Doté d'excellentes capacités physiques, il est également reconnu pour son habileté aux tirs à mi-distance et à trois points. Il évolue dans un registre d'intérieur capable de s'éloigner du cercle pour tenter sa chance de loin avec une certaine réussite. C'est un habitué du championnat de France de première division, où il évolue sous les couleurs de Cholet, Villeurbanne et Nancy.

## Carrière
- 2000-2002 :  Trojans de Troy
- 2002-2003 :  BK Skonto Riga
- 2003-2004 :  Avtodor Saratov puis  Santa Lucia Realty
- 2004-2005 :  EnBW Ludwigsburg (Allemagne)
- 2005-2006 :  Cholet Basket
- 2006-2007 :  Pallacanestro Cantù (Italie)
- 2007-2008 :  ASVEL Lyon-Villeurbanne
- 2008-2009 :  SLUC Nancy Basket
- 2009-2010 :  Türk Telekomspor
- 2010-2011 :  BK Boudivelnik[1]
- 2011-2012 :  ČEZ Basketball Nymburk
- 2012-2013 :  BC Armia (Géorgie) puis  Krasnye Krylya Samara
- 2013-2014 :  Cholet Basket
- 2014-2015 :  Ironi Nes Ziona B.C.
- 2015-2016 :  Joensuun Kataja
- 2016-2017 :  ADA Blois

## En club
- Vainqueur de la Coupe de France 2007 avec l'ASVEL Lyon-Villeurbanne
- Vainqueur de la Coupe de Russie de basket-ball 2013
- Vainqueur de l'EuroChallenge 2012-2013

### Distinctions personnelles
- Participation au All-Star Game LNB : 2005, 2007, 2008, 2013